# Aissata Amegee
Aissata Amegee (1975. május 6. –) togói nemzetközi női labdarúgó-játékvezető.

## Pályafutása
A FTF Játékvezető Bizottságának (JB) minősítésével a Championnat National játékvezetője. A női labdarúgó bajnokság kiemelten foglalkoztatott bírója.
A Togói labdarúgó-szövetség JB terjesztette fel nemzetközi játékvezetőnek, a Nemzetközi Labdarúgó-szövetség (FIFA) 2001-től tartja nyilván női bírói keretében. A FIFA JB központi nyelvei közül a franciát beszéli. Több nemzetek közötti válogatott, valamint klubmérkőzést vezetett, vagy működő társának 4. bíróként segített.
A 2012-es U17-es női labdarúgó-világbajnokságon, valamint a 2014-es U17-es női labdarúgó-világbajnokságon a FIFA JB bíróként foglalkoztatta. 
| Időpont              | Helyszín            | Mérkőzés típusa                        | Mérkőzés         | Eredmény | Nézők száma |
| -------------------- | ------------------- | -------------------------------------- | ---------------- | -------- | ----------- |
| 2012. szeptember 26. | Bayil Stadion, Baku | (2012 vb) csoportmérkőzés (D. csoport) | Kína–Németország | 1 – 1    | 2600        |

| Időpont           | Helyszín                             | Mérkőzés típusa                        | Mérkőzés                | Eredmény | Nézők száma |
| ----------------- | ------------------------------------ | -------------------------------------- | ----------------------- | -------- | ----------- |
| 2014. március 19. | Ricardo Saprissa Aymá Stadion, Tibás | (2014 vb) csoportmérkőzés (C. csoport) | Új-Zéland–Spanyolország | 0 – 3    | 2364        |

---
A 2010-es női Afrikai nemzetek kupája, a 2012-es női Afrikai nemzetek kupája, valamint a 2014-es női Afrikai nemzetek kupája labdarúgó tornán a CAF JB játékvezetőként vette igénybe szolgálatát.
| Időpont          | Helyszín                          | Mérkőzés típusa             | Mérkőzés                 | Eredmény |
| ---------------- | --------------------------------- | --------------------------- | ------------------------ | -------- |
| 2010. március 7. | Szeptember 28. Stadion, Conakry   | (2010 CAF) előzetes forduló | Guinea–Sierra Leone      | 3 – 2    |
| 2010. május 23.  | Robert Champroux Stadion, Abidjan | (2010 CAF) első kör         | Elefántcsontpart–Nigéria | 1 – 2    |

| Időpont            | Helyszín                   | Mérkőzés típusa                         | Mérkőzés                                                            | Eredmény |
| ------------------ | -------------------------- | --------------------------------------- | ------------------------------------------------------------------- | -------- |
| 2010. november 2.  | Sinaba Stadion, Daveyton   | (2010 CAF) csoportmérkőzés (B. csoport) | Egyenlítői-Guinea–Kamerun                                           | 2 – 2    |
| 2010. november 7.  | Makhulong Stadion, Tembisa | (2010 CAF) csoportmérkőzés (A. csoport) | Tanzánia– Nigériai női labdarúgó-válogatott                         | 0 – 3    |
| 2010. november 11. | Sinaba Stadion, Daveyton   | (2010 CAF) egyik elődöntő               | Egyenlítői-guineai női labdarúgó-válogatott–Dél-afrikai Köztársaság | 3 – 1    |

| Időpont           | Helyszín                        | Mérkőzés típusa                         | Mérkőzés                                 | Eredmény |
| ----------------- | ------------------------------- | --------------------------------------- | ---------------------------------------- | -------- |
| 2012. október 28. | Nuevo Estadio de Malabo, Malabo | (2012 CAF) csoportmérkőzés (A. csoport) | Szenegál–Kongói Demokratikus Köztársaság | 0 – 1    |

| Időpont           | Helyszín                     | Mérkőzés típusa                         | Mérkőzés                                | Eredmény |
| ----------------- | ---------------------------- | --------------------------------------- | --------------------------------------- | -------- |
| 2014. október 18. | Sam Nujoma Stadion, Windhoek | (2014 CAF) csoportmérkőzés (B. csoport) | Kameruni női labdarúgó-válogatott–Ghána | 0 – 1    |

---
A 2012-es Algarve-kupa labdarúgó tornán a FIFA JB játékvezetőként foglalkoztatta.
| Időpont          | Helyszín                  | Mérkőzés típusa              | Mérkőzés                                 | Eredmény |
| ---------------- | ------------------------- | ---------------------------- | ---------------------------------------- | -------- |
| 2012. március 2. | Nora Park, Ferreiras      | csoportmérkőzés (C. csoport) | Wales–Észak-Írország                     | 0 – 0    |
| 2012. március 7. | Városi Stadion, Quarteira | 11–12. helyért               | Magyarország–Ír női labdarúgó-válogatott | 1 – 2    |